# Stenetrium serratum
Stenetrium serratum är en kräftdjursart som beskrevs av Hansen1905. Stenetrium serratum ingår i släktet Stenetrium och familjen Stenetriidae.
Artens utbredningsområde är Mexikanska golfen. Inga underarter finns listade i Catalogue of Life.